# Євпаторійський маяк
Євпаторі́йський мая́к (крим. Kezlev mayağı) — маяк, встановлений на піщаному однойменному мисі в Каламітській затоці в Автономній Республіці Крим (Україна).

## Історія
У 1859 році Євпаторійське товариство пароплавства і торгівлі звернулося до командування Чорноморського флоту з проханням побудувати на березі затоки світловий маяк. У 1860 році Гідрографічний департамент затвердив проект майбутнього будівництва, і 1 серпня 1861 року на Чорному морі став діяти перший залізний маяк, який світив з висоти 16 метрів над рівнем моря постійним білим вогнем з проблисками через кожну хвилину. Виготовлена в Англії решітчаста вежа на чотирьох стійках виявилася незручною в обслуговуванні, особливо взимку. Про це говорилося вже в 1867 році у «Звіті Гідрографічного департаменту». Всередині французького оптичного приладу горіли примітивні навіть для того часу масляні лампи. На морозі масло ставало густим, і доглядачеві доводилося по кілька разів і протягом ночі забиратися на вежу, щоб міняти лампи. У 1871 році масляну лампу замінили, щоб використовувати в якості палива незамерзаючу на морозі нафту.
У 1887 році в околицях Євпаторійського маяка був посаджений ліс. Згодом він розрісся і став надійно захищати маяк від піску під час сильних вітрів.

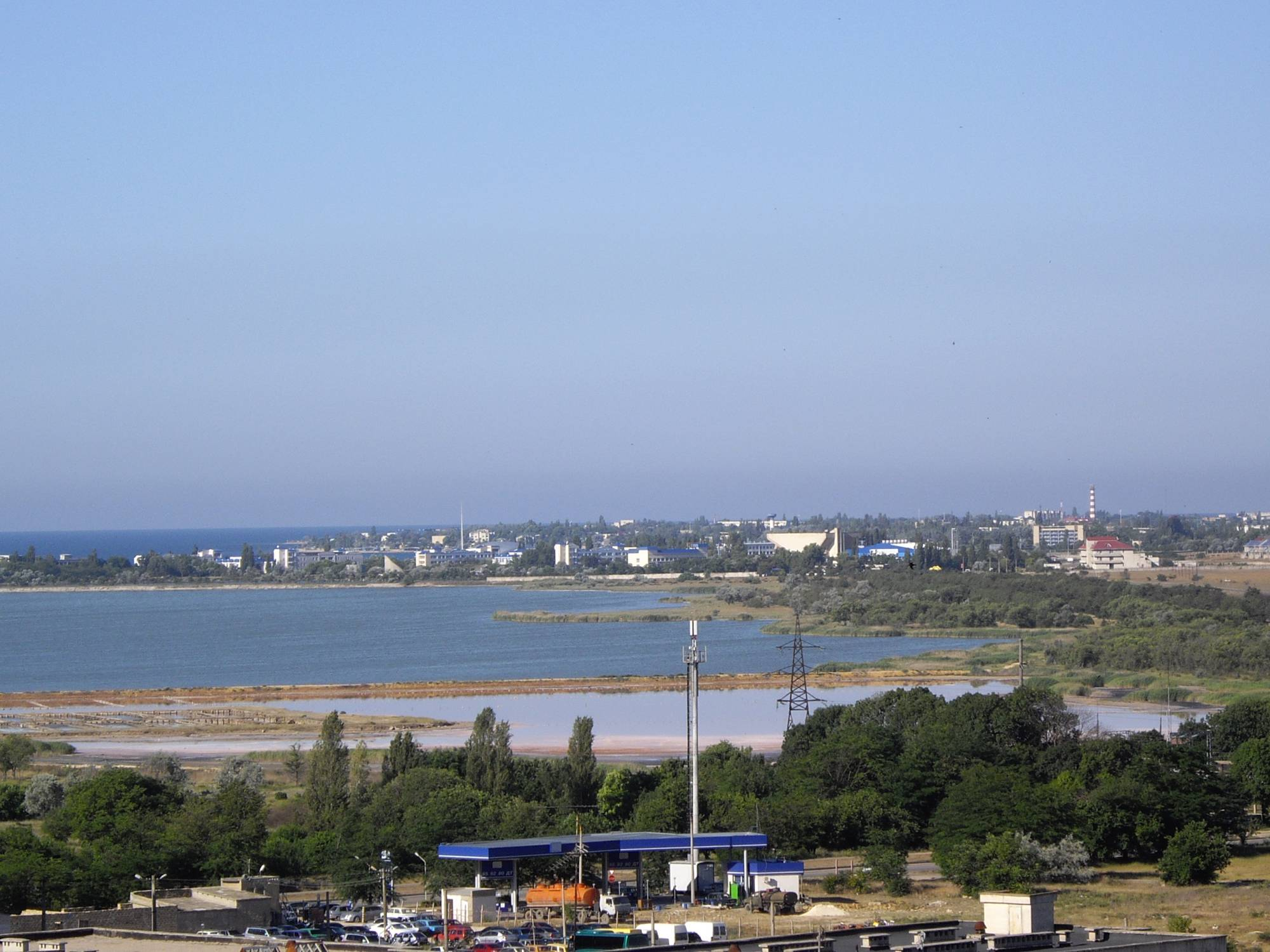
Євпаторійський маяк (праворуч) на тлі озера Мойнаки.

У 1930-х роках па вежі встановили радіомаяк, а перед початком бойових дій Другої світової війни нижню частину залізної вежі облицьовували цеглою.
У 1955 році поруч із напівзруйнованою в ході війни вежею звели нову, з цегли. Потім побудовано технічну будівлю з автономною дизельною електростанцією.
У 1970 році поруч зі старою баштою споруджено нову із залізобетону в металевій опалубці. Дальність дії головного ліхтаря збільшилася до 20 морських миль. З'явився резервний ліхтар. У 1976 році встановлений новий, більш потужний, радіомаяк.

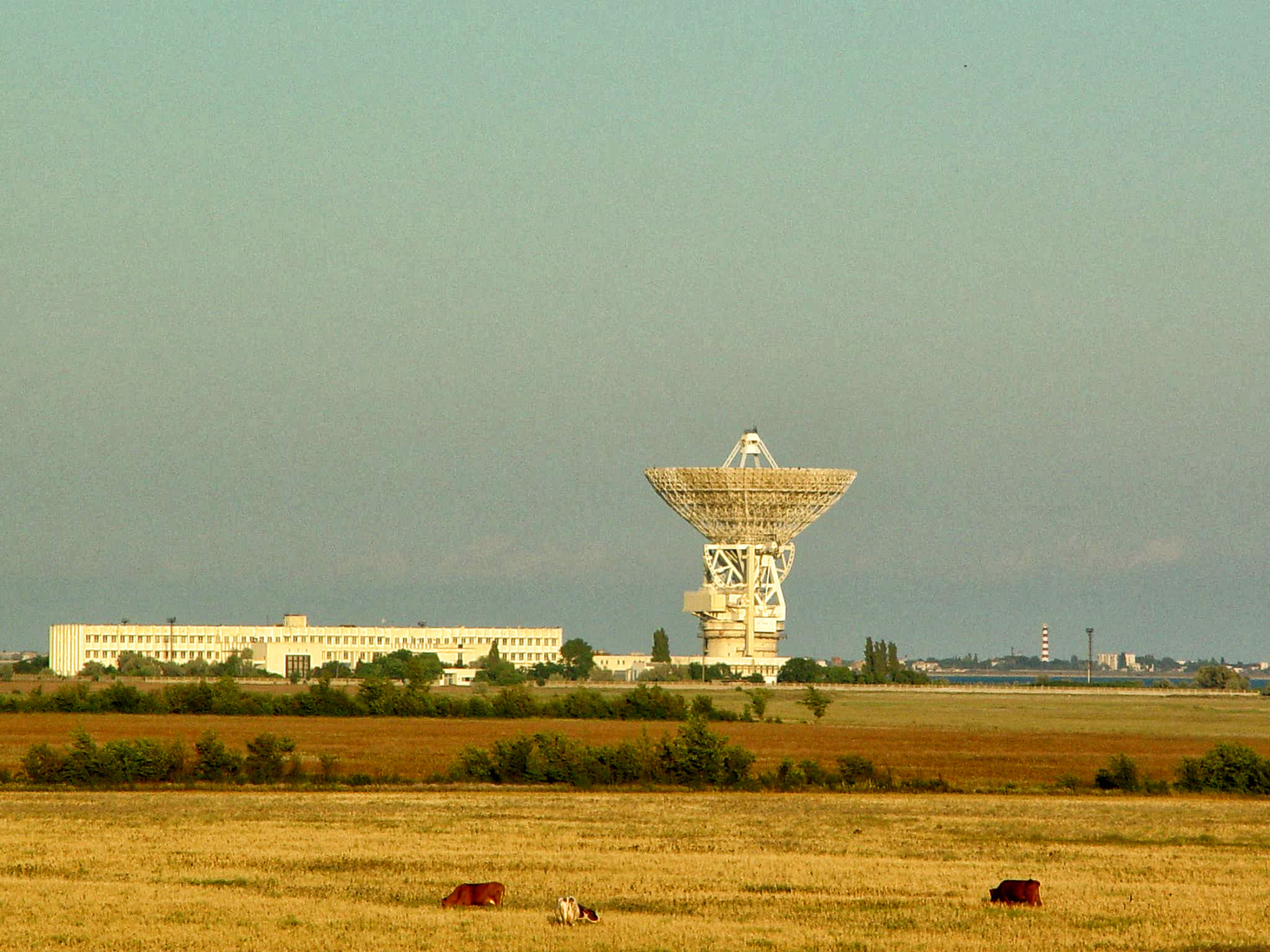
Євпаторійський маяк (праворуч) на тлі антени РТ-70.

## Цікаві факти
У 2020 році Укрпошта презентувала серію поштових марок «Маяки України», до якої увійшло зображення Євпаторійського маяка.